# Пасічник Михайло Степанович
Миха́йло Степа́нович Па́січник (1954) — завідувач кафедри українознавства, професор Української академії друкарства. Викладає історію України, педагогіку і психологію.

## Біографічні відомості
1954 р.н., Городенка — місто на історичному Покутті, районний центр Івано-Франківської області. У 1980 р. закінчив Львівський державний університет ім. І.Франка, історичний факультет, доктор історичних наук, професор.
Дисертацію доцента «Варшава, Москва і Стамбул у боротьбі за Україну (1657—1665)», подану на вчену раду Інституту української археографії та джерелознавства НАН України у 1999 році, було визнано плагіатом за подання замість неї неопублікованого рукопису О. Переяславського (О. Шпилинського) «До історії війн Руїни» під своїм іменем . На той час Пасічник вже випустив однойменну з дисертацією монографію «Варшава, Москва і Стамбул у боротьбі за Україну (1657—1665)», але дисертацію із захисту мусив зняти за фактом підтвердження плагіату експертною радою Інституту археографії НАН України у складі трьох докторів наук, які звірили текст дисертації та монографії М. Пасічника з мікрофільмом рукопису Переяславського «До історії руїни», що зберігається у Центральному державному історичному архіві м. Львова.
23 січня 2008 року на засіданні спеціалізованої вченої ради Ужгородського національного університету відбувся успішний захист дисертації Пасічника на здобуття наукового ступеня доктора історичних «Проблеми розбудови української державності після визвольних змагань (1657—1665 рр.)». Отже, Пасічник пішов на повторний захист з текстом тієї ж самої дисертації, хіба що з незначними редакторськими правками. Експертна рада Вищої атестаційної комісії ухвалила скасувати рішення Ужгородської спецради і відмовити у видачі диплома доктора історичних наук, але Пасічник подав апеляцію. Апеляційна комісія у складі чотирьох осіб заперечила рішення членів Експертної ради ВАК України з історичних наук і попри все визнала, що «дисертація М. С. Пасічника є самостійним науковим дослідженням, в якому висвітлено важливу наукову проблему».

## Монографії і публікації
- Українська церква в період Руїни // Історія релігій в Україні. — Львів, 2004;
- Соціальна боротьба та державні процеси в Україні (60-х XVII ст.) // Народознавчі зошити, 2004;
- Гетьман України Іван Виговський. Монографія. — Львів, 2006.
- Підручник «Історія України: державницькі процеси, розвиток культури і політичні перспективи» — К.:Знання, 2005; 2006.
- Підручник для 10 класу: Всесвітня історія. — К.: Генеза, 2004 (у співавторстві).
- Підручник: Історія України та її державності. — Львів, 2008.
- Красівський Орест. Пасічник М. Варшава, Москва, Стамбул у боротьбі за Україну. // Вісник Львівського Інституту внутрішніх справ.— Львів, 1999. № 1(8).— С. 176–177.